# Лыжный трамплин в Хольменколлене
Лыжный трамплин в Хольменколлене в норвежском городе Осло — первый в мире лыжный трамплин.
Первое соревнование состоялось 31 января 1892 года, рекорд тогда составил 21,5 м.